# Wirski (przystanek kolejowy)
Wirski (biał. Вірскі; ros. Вирский) – przystanek kolejowy w miejscowości Żłobin, w rejonie żłobińskim, w obwodzie homelskim, na Białorusi. Położony jest na linii Homel - Żłobin - Mińsk.